# Мар'яна
Мар'яна — жіноче ім'я, найчастіше зустрічається в Україні.
За однією з версій, Мар'яна є жіночою формою імені Мар'ян, що в перекладі з латини означає «морський». За іншою версією ім'я походить від злиття двох імен — Марія (за різними версіями: «запечалена», «вперта», «пані», «відкинута», «улюблена», «самостійна») та Анна («благодать» або «грація»).

## Відомі носійки
- Долинська Мар'яна Львівна
- Прохасько Мар'яна
- Садовська Мар'яна Вікторівна
- Савка Мар'яна Орестівна
- Безугла Мар'яна Володимирівна